# Алеф
А́леф (івр. אׇ֫לֶף)  — перша літера гебрейської абетки. Знак з аналогічною назвою присутній також в інших семітських абетках (фінікійській, арабській та ін.). У давньогебрейській мові літера алеф позначала гортанну змичку, звук, практично відсутній в українській мові. У сучасному ізраїльському івриті літера «Алеф», зазвичай, не вимовляється. Назва літери походить від західно-семітського слова, символу бика. Накреслення літери походить від протосинайського зображення, на основі ієрогліфа, яким зображували голову бика.

## У містичних традиціях
У давнину гебреї, подібно багатьом іншим народам, не використовували спеціальних символів для рахунку — цифр — записуючи числа літерами, використовуючи числові значення літер (гематрія) у містичних традиціях, релігійних текстах, у календарі та навіть у сучасній розмовній мові івриті. Гематрія літери Алеф — 1.
У каббалі ця літера позначає Ейн-соф (івр. אינסוף) — безмежну, чисту божественність. Форма канонічної літери алеф (прийнята для переписування сувоїв святих гебрейських текстів) розглядається як поєднання двох літер йод (однієї у прямому написанні згори та другої у зворотному написанні знизу), розділених нахиленою літерою вав, з чого виводиться її гематрічна еквівалентність тетраграматону та зв'язок з розділенням вод в описі створення світу на початку книги Буття.

## У математиці
У теорії множин Алеф позначає кардинальне число нескінченної множини.

## У літературі
Літерою Алеф названа книга «El Aleph» (1949) аргентинського прозаїка та поета Хорхе Луїса Борхеса.

## У типографіці

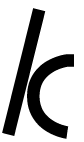
Письмова літера Алеф